# Laguna del Burro
La laguna del Burro es un espejo de agua perteneciente a la cuenca del río Salado, en el partido de Chascomús, provincia de Buenos Aires, Argentina. Pertenece al sistema de las Encadenadas y no recibe aportes de otra laguna, pero drena sobre la laguna Adela.

## Características
De propiedad fiscal, se accede a ella por la Autovía 2, a 10 kilómetros de la ciudad de Chascomús. Su superficie es de unas 1200 ha, una profundidad media de 2 m y máxima de 4 m. La calidad del agua es muy buena, salitrosa, con una gran población de plancton.
Habitan en ella pejerreyes, carpas, bagres, tarariras mojarritas, dientudos, bagaritos, falsos porteños, tosqueros, camarones, etc.
La flora abunda en manchones de juncales y gambarrusa y cola de zorro.

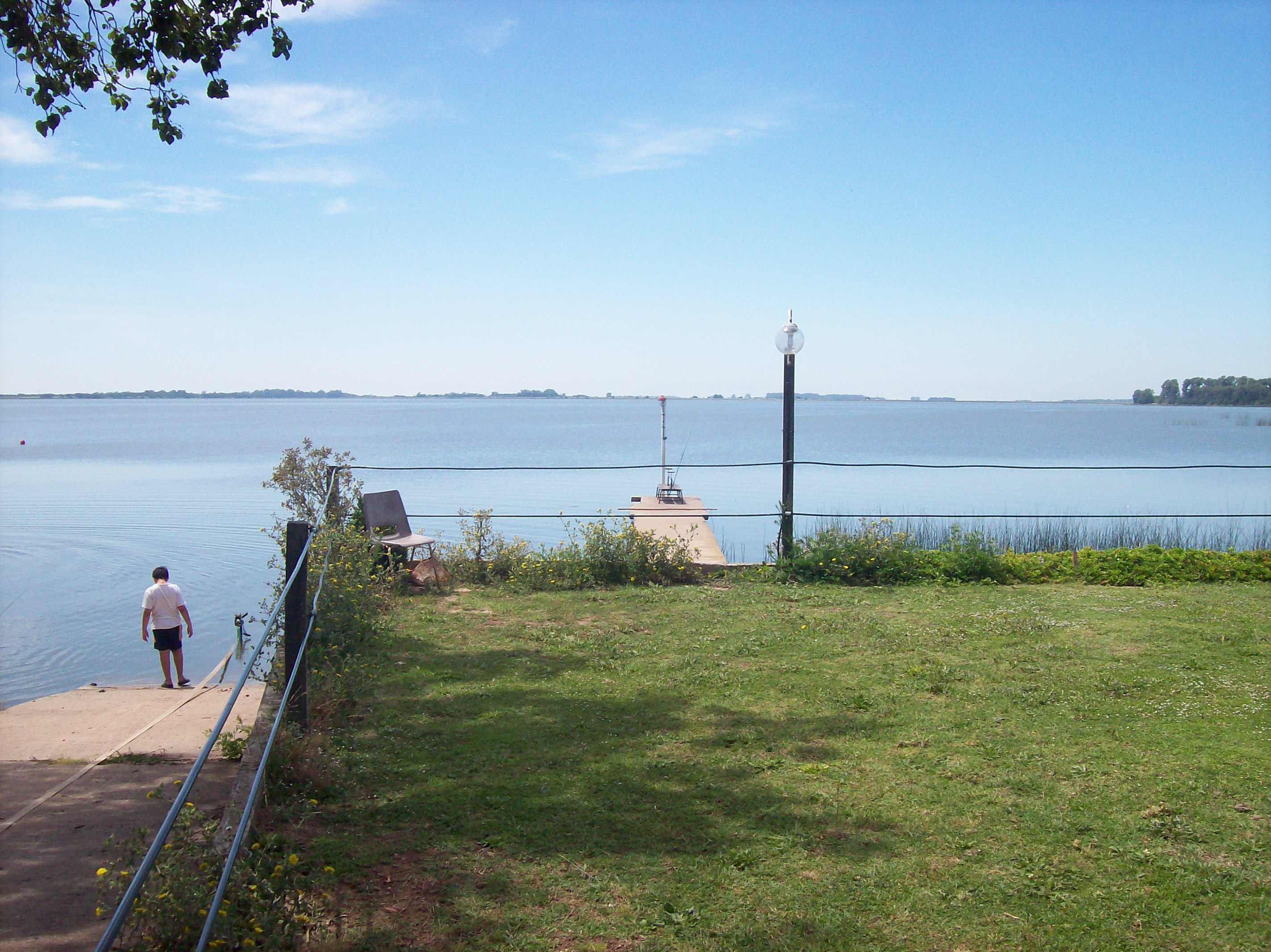
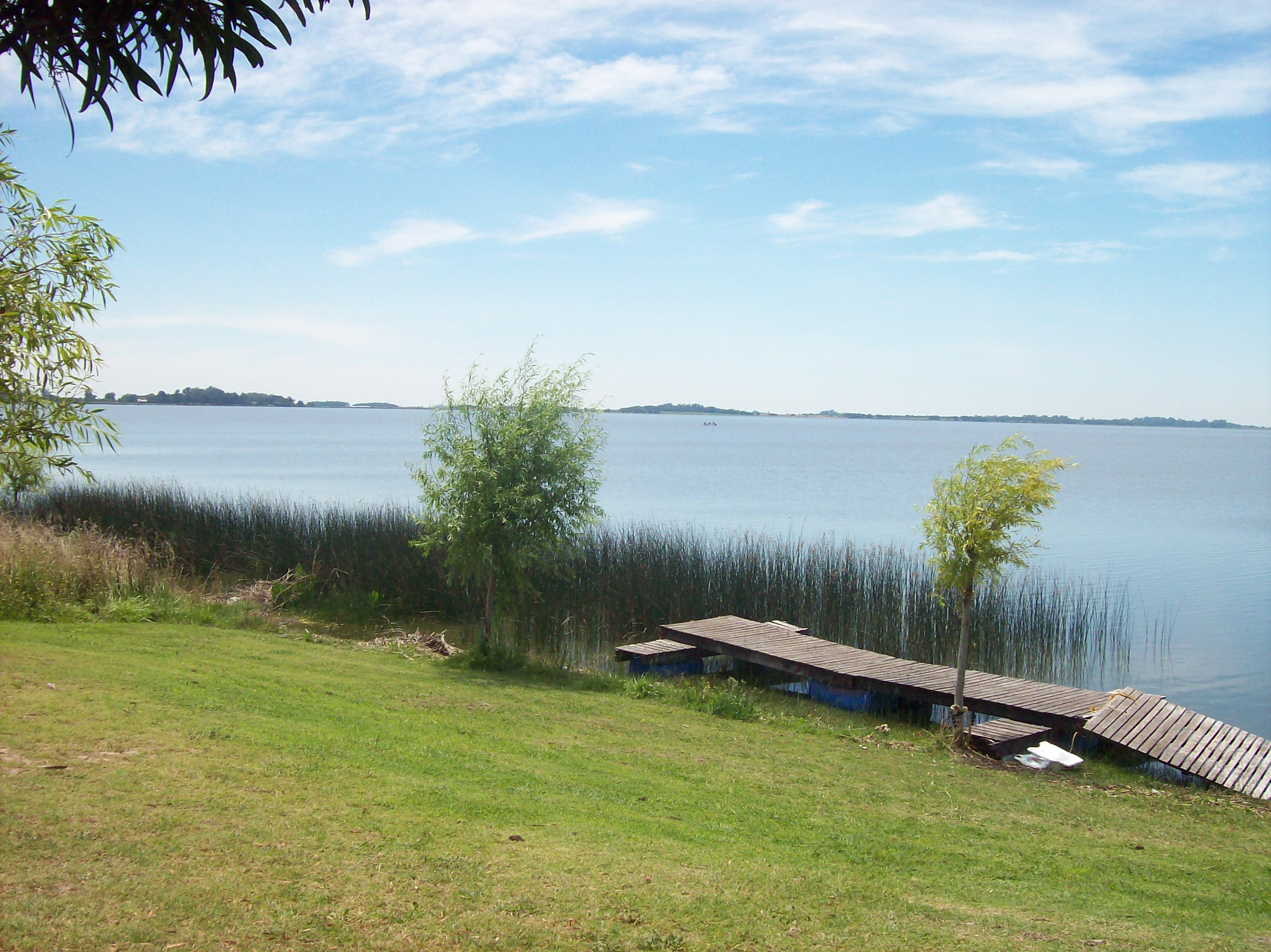

- Datos: Q5969306